# Kanton Bas-en-Basset
Der Kanton Bas-en-Basset ist seit 1790 ein französischer Wahlkreis im Arrondissement Yssingeaux im Département Haute-Loire in der Region Auvergne-Rhône-Alpes in Frankreich. Vertreter im Generalrat des Départements ist seit 2001 Joseph Chapuis (DVD).

## Geschichte
Der Kanton wurde am 4. März 1790 im Zuge der Einrichtung der Départements als Teil des damaligen "Distrikts Yssingeaux" gegründet.
Mit der Gründung der Arrondissements am 17. Februar 1800 wurde der Kanton als Teil des damaligen Arrondissements Yssingeaux neu zugeschnitten.
Vom 10. September 1926 bis 1. Juni 1942 gehörte der Kanton zum Arrondissement Le Puy-en-Velay.
Siehe auch Geschichte Haute-Loire und Geschichte Arrondissement Yssingeaux.

## Geographie
Der Kanton grenzt im Norden an den Kanton Saint-Bonnet-le-Château im Arrondissement Montbrison im Département Loire, im Nordosten an den Kanton Aurec-sur-Loire, im Osten und Südosten an den Kanton Monistrol-sur-Loire, im Süden an den Kanton Retournac und im Westen an den Kanton Craponne-sur-Arzon.

## Gemeinden
Der Kanton besteht aus neun Gemeinden mit insgesamt 13.467 Einwohnern (Stand: 2022) auf einer Gesamtfläche von 240,24 km²:
| Gemeinde                 | Einwohner 1. Januar 2022 | Fläche km² | Dichte Einw./km² | Code INSEE | Postleitzahl |
| ------------------------ | ------------------------ | ---------- | ---------------- | ---------- | ------------ |
| Bas-en-Basset            | 4.631                    | 46,76      | 99               | 43020      | 43210        |
| Beauzac                  | 2.964                    | 36,33      | 82               | 43025      | 43590        |
| Boisset                  | 382                      | 14,04      | 27               | 43034      | 43500        |
| Malvalette               | 882                      | 21,01      | 42               | 43127      | 43210        |
| Retournac                | 2.971                    | 45,76      | 65               | 43162      | 43130        |
| Saint-André-de-Chalencon | 381                      | 17,20      | 22               | 43166      | 43130        |
| Solignac-sous-Roche      | 261                      | 8,65       | 30               | 43240      | 43130        |
| Tiranges                 | 455                      | 26,83      | 17               | 43246      | 43530        |
| Valprivas                | 540                      | 23,66      | 23               | 43249      | 43210        |
| Kanton Bas-en-Basset     | 13.467                   | 240,24     | 56               | 4302       | –            |

Bis zur Neuordnung bestand der Kanton Bas-en-Basset aus den sechs Gemeinden: Bas-en-Basset, Boisset, Malvalette, Saint-Pal-de-Chalencon, Tiranges und Valprivas. 